# アーディティヤ神群
アーディティヤ (梵: आदित्य　Āditya) は、古代インド神話における神々の集団の1つ。アーディティヤ神群と呼ばれる。女神アディティの息子たちとされ、古くはヴァルナ、ミトラを首領としていた。

## リグ・ヴェーダ
『リグ・ヴェーダ』においてアーディティヤは本来は7神だったと考えられるが、8神としている箇所もある:95。ブラーフマナ以降は通常12神とされ、ヴァス8神・ルドラ11神とあわせて言及される:105:160注189。アーディティヤに数えられる神々のうちでもアンシャやダクシャは影が薄く、単独で出現することがない:95。
ヘルマン・オルデンベルクによると、これらの神々は「天上・光・太陽」の3つの属性と関連する:96。ミトラとヴァルナは遠い天上から世界を見張り、馬車に乗って日の出とともに天上に昇る。太陽はミトラ・ヴァルナの目とされ、また太陽そのものもアーディティヤと呼ばれている:96。ミトラとヴァルナ、そしてアーディティヤは地上に秩序をもたらす存在だった:101-104。
ミトラとヴァルナはボガズキョイから発見されたミタンニ王国の条約文にすでに見える古い神々であり、またアヴェスターにおいてはミスラとアフラが並べて言及されていて、ミトラ・ヴァルナと共通の起源を持つと考えられる:97-99。
ミトラとヴァルナ、あるいはアーディティヤ全体はしばしば区別されずに語られるが、ミトラとヴァルナを区別する場合はミトラが昼間と太陽を司り、ヴァルナが夜と月を司るとされ、『アタルヴァ・ヴェーダ』やブラーフマナではヴァルナは夜の神とされるようになっていく:96-97。それとは別にヴァルナは水神ともされている:104。

## 一覧
『リグ・ヴェーダ』ではさまざまな神がアーディティヤと呼ばれている。ミトラ、ヴァルナ、アリヤマンの3神が主要なアーディティヤであったが、それより重要度の低いダクシャ、バガ、アンシャのような神々もアーディティヤと呼ばれることがあり、他の多くの神々（サヴィトリ、スーリヤなど）も他のアーディティヤと同じ機能を果たす場合はアーディティヤに含められることがあった:43。
『リグ・ヴェーダ』9.114でアーディティヤを7神としている。アーディティヤ讃歌(2.27)には以下の6神のみがあげられている:114-115。
1. ミトラ
2. アリヤマン（款待）
3. バガ（分配、幸運）
4. ヴァルナ
5. ダクシャ（意思）
6. アンシャ（英語版）（配当）

ヤースカのニルクタ2.13でも上と同じ6神をあげ、また太陽（スーリヤ）をアディティの子とするという:117。
『リグ・ヴェーダ』10.72ではアディティの生んだ子の数を8とし、アーディティヤとなった7神のほかにマールタンダ (Mārtanda) 、すなわち「死んだ卵」があったとする:160注189。
『シャタパタ・ブラーフマナ』3.1.3.3ではアーディティヤを8神とするが、6.1.2.8や11.6.3.5では12神としている:115-116。ただし具体的な神の名はあげられていない。
『マハーバーラタ』巻1では以下の12神をカシュヤパとアディティから生まれたアーディティヤとする:118。なお、リグ・ヴェーダでアーディティヤに数えられていたダクシャは『マハーバーラタ』ではブラフマーの心から生まれたプラジャーパティで、アディティの父とされている。
1. ダートリ（英語版）
2. ミトラ
3. アリヤマン
4. シャクラ（＝インドラ）
5. ヴァルナ
6. アンシャ
7. バガ
8. ヴィヴァスヴァット
9. プーシャン
10. サヴィトリ
11. トヴァシュトリ
12. ヴィシュヌ

『マハーバーラタ』巻7にも一覧があるが、ヴィヴァスヴァットとサヴィトリのかわりにジャヤンタと太陽神バースカラが含まれる:118-119。プラーナ文献でも統一されてはいないが、ヴィシュヌを含む12神とされる:119-121。